# زكريا بن مصطفى
زكريا بن مصطفى (7 جويلية 1925 - 4 يونيو 2019) سياسي ووزير تونسي سابق. شغل خطة مدير الأمن الوطني بين 1970 و1971، وفي 21 نوفمبر 1981 تولى منصب رئيس بلدية تونس برتبة وزير وكان في نفس الوقت عضوا في اللجنة المركزية للحزب الاشتراكي الدستوري الحاكم. في 13 ماي 1986 عين كوزير للثقافة في حين عوضه محمد علي بوليمان كشيخ مدينة تونس. استمر في المنصب طوال أواخر عهد الرئيس بورقيبة باستثناء فترة قصيرة عوضها فيها عبد العزيز بن ضياء. غادر الحكومة نهائيا في أفريل 1988 بعد 6 أشهر من تولي بن علي الحكم.
تولى خطة القائد العام للكشافة التونسية بين 1962 و1965.
حاصل على إجازة من كلية العلوم بجامعة دمشق (1954) وعلى على الدكتوراة في البيولوجيا البحرية من كلية العلوم بأكس بمرسيليا (1962).